# Marg Helgenberger
Mary Marg Helgenberger (sinh ngày 16 tháng 11 năm 1958) là nữ diễn viên người Mỹ. Bà bắt đầu sự nghiệp vào đầu những năm 1980 với vai diễn đáng chú ý đầu tiên là vai Siobhan Ryan trong phim truyền hình Ryan's Hope (1982 - 1986). Trong khoảng thời gian từ năm 2000 - 2013, bà vào vai Catherine Willows trong sê-ri hình sự CSI: Crime Scene Investigation.
Bà cũng được biết đến với các vai trong các loạt phim truyền hình Under the Dome và Intelligence, ở lĩnh vực điện ảnh, bà từng tham gia các phim như Species (1995), Species II (1998), Erin Brockovich (2000) và Mr. Brooks (2007).

## Thời thơ ấu
Helgenberger sinh ra ở Fremont, Nebraska, mẹ bà là Mary Kay (nhũ danh Bolte), một y tá, cha bà là Hugh Helgenberger, một thanh tra thực phẩm. Bà lớn lên ở North Bend, Nebraska và tốt nghiệp Trung học North Bend Central. Helgenberger mang dòng máu Ireland và Đức. Bà có một chị gái tên Ann và một em trai tên Curt. Helgenberger từng chơi kèn cor thời học trung học.

## Danh sách phim

### Điện ảnh
| Năm  | Tên                               | Vai               | Ghi chú                    |
| ---- | --------------------------------- | ----------------- | -------------------------- |
| 1982 | Tootsie                           | Suzanne           |                            |
| 1989 | After Midnight                    | Alex              |                            |
| 1989 | Always                            | Rachel            |                            |
| 1989 | Peacemaker                        | Bà Cooper         |                            |
| 1991 | Crooked Hearts                    | Jennetta          |                            |
| 1993 | Distant Cousins                   | Connie            |                            |
| 1994 | The Cowboy Way                    | Margarette        |                            |
| 1995 | Just Looking                      | Darlene Carpenter |                            |
| 1995 | Bad Boys                          | Alison Sinclair   |                            |
| 1995 | Species                           | Laura Baker       |                            |
| 1996 | Frame by Frame                    | Rose Ekberg       |                            |
| 1996 | My Fellow Americans               | Joanna            | Cameo, không được ghi danh |
| 1997 | Fire Down Below                   | Sarah Kellogg     |                            |
| 1997 | The Last Time I Committed Suicide | Lizzy             |                            |
| 1998 | Species II                        | Laura Baker       |                            |
| 1999 | Lethal Vows                       | Ellen Farris      |                            |
| 2000 | Erin Brockovich                   | Donna Jensen      |                            |
| 2004 | In Good Company                   | Ann Foreman       |                            |
| 2007 | Mr. Brooks                        | Bà Emma Brooks    |                            |
| 2008 | Columbus Day                      | Alice             |                            |
| 2009 | Wonder Woman                      | Hera              |                            |
| 2009 | Conan: Red Nail                   | Công chúa Tascela |                            |
| 2016 | Holding Patterns                  | Samantha          |                            |
| 2019 | A Dog's Journey                   | Hannah Montgomery |                            |